# La Vall (Alpens)
La Vall és una obra d'Alpens (Lluçanès) inclosa a l'Inventari del Patrimoni Arquitectònic de Catalunya.

## Descripció
És una casa de grans dimensions de forma allargada i coberta amb teulada a dues vessants amb desaigua a la façana principal. Les cantoneres són de pedra. A la façana esquerra hi ha un portal de pedra treballada amb la inscripció "Juan Vall 1876", així com una galeria amb tres arcades rebaixades de pedra treballada i al damunt també tres més però amb totxana. En una llinda de la finestra hi ha la data de 1755. La façana principal orientada a migdia i té nombroses obertures amb pedra treballada. A la banda dreta hi ha un porxo sostingut amb tres pilans. Lliça i cabana.

### Paller
Construcció de planta rectangular i teulat a doble vessant. De dos plantes. Sols té obertures a la façana principal, perfectament ordenada amb dos grans arcs centrals que agafen les dues plantes de l'edifici, dos arcs petits laterals que corresponen al primer pis, l'un amb escala a la part inferior i l'altre amb finestra rectangular a la part baixa. En els tres espais intermedis en els arcs hi ha ulls de bou ovalats, el central més gran que els dos laterals. L'estil d'aquest paller és com el de la Masia Graell però de dimensions reduïdes.

## Història
L'actual construcció és pròpia del segle xviii i XIX. El topònim Vall és indicatiu de la situació d'aquesta masia. La primera notícia històrica que tenim d'aquesta casa es remunta a l'any 1725 en motiu de l'òbit d'Elena Vall. La prosperitat de la casa coincideix amb el bon fer d'un dels seus hereus: Joan Vall que en el darrer terç del segle xix protagonitzà la reconstrucció i ampliació de la masia.
El paller de la masia és una construcció de planta rectangular i teulat a doble vessant. De dos plantes. Sols té obertures a la façana principal, perfectament ordenada amb dos grans arcs centrals que agafen les dues plantes de l'edifici, dos arcs petits laterals que corresponen al primer pis, l'un amb escala a la part inferior i l'altre amb finestra rectangular a la part baixa. En els tres espais entremitjos entre els arcs hi ha ulls de bou ovalats, el central més gran que els dos laterals. L'estil d'aquest paller és com el de la Masia Graells però de dimensions més reduïdes.